# يوم الكويكبات
يوم الكويكبات (بالإنجليزية Asteroid Day، يعرف أيضًا باليوم الدولي للكويكبات International Asteroid Day) هو حدث عالمي سنوي يُعقد في الذكرى السنوية لانفجار تونغوسكا في سيبيريا، والذي حدث في 30 يونيو من عام 1908، وهو أكثر الأحداث المعروفة المتعلقة بالكويكبات ضررًا على سطح الأرض في التاريخ الحديث.
أعلنت الأمم المتحدة إقراره عالميًا في الثلاثين من يونيو من كل عام. يهدف يوم الكويكبات إلى رفع مستوى الوعي حول الكويكبات ومعرفة الخيارات المتاحة لحماية الأرض والعائلات والمجتمعات والأجيال القادمة التي تعيش عليها من حدث كارثي مشابه. على سبيل المثال، مر كويكب «2014 HQ124» المكتشف في 23 أبريل عام 2014 جانب الأرض بمسافة 1,250,000 كيلومترًا في ذات السنة في الثامن من يونيو، أي بعد 46 يومًا من اكتشافه، وكويكب «2015 TB145» الذي مر قرب الكوكب بمسافة 490,000 كيلومتر بعد 21 يومًا فقط من اكتشافه.

## التاريخ
تأسست ذكرى يوم الكويكبات بالتعاون بين ستيفن هوكينج ومخرج الأفلام غريغوري ريختر ودانيكا ريمي مديرة مؤسسة بي 612، وروستي شويكار رائد الفضاء في رحلة أبولو 9، وبريان ماي عازف الإيتار في فرقة كوين الموسيقية وعالم الفيزياء الفلكية.
صادق أكثر من 200 من رواد الفضاء والعلماء والتقنيين والفنانين على إعلان يوم الكويكبات، شملت القائمة ريتشارد دوكينز، بيل نآي، بيتر غابرييل، جيم لوفل، مايكل كولينز رائد الفضاء في رحلة أبولو 11، أليكسي ليونوف، وليام أدرس، كيب ثورن، ولورد مارتن ريس، كريس هادفيلد، روستي شويكار، وبراين كوكس.
أًعلن رسميًا عن يوم الكويكبات في 3 ديسمبر من عام 2014. في فبراير 2014، بدأ عالم الفيزياء وعازف الإيتار في فرقة كوين لموسيقا الروك بريان ماي عمله مع غريغوري ريختر مخرج فلم «51 درجةً إلى الشمال»، والذي يروي قصة كويكب خيالي يرتطم بمدينة لندن والظروف البشرية التي تنتج عن حدث كهذا. ألف ماي موسيقى هذا الفلم، وبعد عرضه عام 2014 في مهرجان ستارموس العالمي، تعاون كل من ريمي وشويكار وريختر وماي على تأسيس مناسبة يوم الكويكب في أكتوبر عام 2014، والذي أعلنوا عنه رسميًا خلال مؤتمر صحفي مع لورد مارتن ريس، وروستي شويكار وإد لو (إدوارد سانغ)، وتوماس جونز، وريان وات وبيل نآي.
أُذيع الحدث بشكل مباشر من متحف العلوم في مدينة لندن، وأكاديمية كاليفورنيا للعلوم، ومن مدينة نيويورك وولاية ساو باولو.
في يوم الكويكب عام 2017، أطلق الاتحاد الفلكي الدولي اسم أستيرويدداي رسميًا على جرم صغير يحمل رقم 248750 (مكتشفه م. داوسون).

## إعلان يوم الكويكب
أطلقت مجموعة عمل يوم الكويكب إعلانًا يدعى «الإعلان 100X» (المقصود به مضاعفة معدل اكتشاف الكويكبات الجديدة مئة مرة) والذي ناشد كل العلماء والتقنيين الذين دعموا فكرة إنقاذ الأرض من الكويكبات، ولكن لم تقتصر الدعوة على المختصين الذين طلب منهم التصديق على الإعلان، بل أتيح هذا للجميع. حتى اليوم، وقع أكثر من 22,000 مواطن عادي على هذا الإعلان.
يملك مليون كويكب احتمالية الارتطام بكوكب الأرض، ورغم كل التلسكوبات المتوافرة حول العالم، اكتشفنا منها ما نسبته 1% فقط. يدعو إعلان 100X لزيادة معدل اكتشاف الكويكبات إلى 100,000 في السنة خلال السنوات العشر القادمة.
يقول برايان ماي: «كلما تعلمنا أكثر عن ارتطام الكويكبات، يتضح لنا أن الجنس البشري لن يدوم طويلًا. إن يوم الكويكب وإعلان 100X هما طريقتان يعي عبرهما العموم قابلية إصابة كوكب الأرض، ويدركون أن الكويكبات ترتطم بالأرض طوال الوقت. سيكون يوم الكويكب وسيلتنا لحشد الدعم العام لزيادة معرفتنا بالأوقات التي قد ترتطم فيها الكويكبات بالأرض وكيف يمكننا حماية أنفسنا منها».
الأهداف الرئيسية الثلاثة للإعلان
1. توظيف التقنيات المتاحة لكشف وتتبع الكويكبات القريبة من الأرض والتي تهدد التجمعات البشرية من خلال المنظمات الحكومية والخاصة والإنسانية.
2. مضاعفة سرعة كشف وتتبع الكويكبات القريبة من الأرض 100 مرة لتصل إلى اكتشاف 100,000 كويكب في السنة خلال السنين العشر القادمة.
3. الاعتراف العالمي بيوم الكويكب، رفع الوعي بخطر الكويكبات وزيادة جهودنا للوقاية من الارتطام. وفي الثلاثين من يونيو – مع اعتراف الأمم المتحدة، تحقق هذا البند من الإعلان.[17]